# Ecuación integral de Volterra

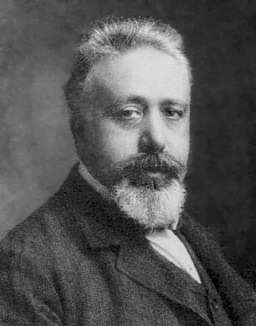
Vito Volterra (Ancona, 3 de mayo de 1860 - Roma, 11 de octubre de 1940), por quien se nombra la integral.

En matemáticas, las ecuaciones integrales de Volterra son un tipo especial de ecuaciones integrales. Están divididas en dos grupos: de primer y segundo tipo.
Las ecuaciones integrales de Volterra fueron presentadas por el físico y matemático italiano Vito Volterra (1860–1940) y luego estudiadas por Traian Lalescu en su tesis de 1908, Sur les équations de Volterra, escritas bajo la dirección de Émile Picard. En 1911, Lalescu escribió el primer libro de ecuaciones integrales.
Las ecuaciones integrales de Volterra se aplican en demografía, el estudio de los materiales viscoelásticos y en ciencias actuariales a través de la ecuación de renovación.

## Ecuación de Volterra de primer tipo
Una ecuación de Volterra lineal de primer tipo es:
{\displaystyle f(t)=\int _{a}^{t}K(t,s)\,x(s)\,ds.}
donde {\displaystyle f} es una función dada y {\displaystyle x} es una función desconocida que busca resolverse. 

## Ecuación de Volterra de segundo tipo
Una ecuación lineal de Volterra de segundo tipo es:
{\displaystyle x(t)=f(t)+\int _{a}^{t}K(t,s)x(s)\,ds.}

## Ecuación de convolución
Una ecuación lineal integral de Volterra es una ecuación de convolución si
{\displaystyle x(t)=f(t)+\int _{t_{0}}^{t}K(t-s)x(s)\,ds.}
donde la función {\displaystyle K} en la integral es llamada kernel. Estas ecuaciones pueden ser analizadas y resueltas por los métodos de la transformada de Laplace.

## Conversión de una ecuación de Volterra de primer tipo a una de segundo tipo
Una ecuación lineal de Volterra de primer tipo puede ser reducida a una ecuación lineal de Volterra de segundo tipo asumiendo que {\displaystyle K(t,t)\neq 0}. Derivando la ecuación lineal de Volterra de primer tipo obtenemos
{\displaystyle {\frac {df}{dt}}=\int _{a}^{t}{\frac {\partial K}{\partial t}}\;x(s)ds+K(t,t)x(t)}
dividiendo entre {\displaystyle K(t,t)} obtenemos
{\displaystyle x(t)={\frac {1}{K(t,t)}}{\frac {df}{dt}}-\int _{a}^{t}{\frac {1}{K(t,t)}}{\frac {\partial K}{\partial t}}\;x(s)ds}
definiendo {\textstyle {\widehat {f}}(t):={\frac {1}{K(t,t)}}{\frac {df}{dt}}} y {\textstyle {\tilde {K}}(t,s):=-{\frac {1}{K(t,t)}}{\frac {\partial K}{\partial t}}} completa la transformación de una ecuación lineal de Volterra de primer tipo a una ecuación lineal de Volterra de segundo tipo. 